# Подвійний агент
У сфері контррозвідки подвійний агент — це співробітник секретної розвідувальної служби однієї країни, основною метою якого є шпигувати за цільовою організацією іншої країни, але який зараз шпигує за організацією своєї країни для цільової організації.
Подвійна агентура може практикуватися шпигунами цільової організації, які проникають у контрольну організацію, або може виникнути в результаті повороту (зміни сторони) раніше лояльних агентів контрольної організації ціллю. Загроза розстрілу — це найпоширеніший метод перетворення захопленого агента (працював на спецслужбу) в подвійного агента (працював на іноземну розвідку) або подвійного агента в повторного агента. На відміну від перебіжчика, який не вважається агентом, оскільки агенти призначені для роботи в розвідувальній службі, а перебіжчики — ні, але деякі вважають, що перебіжчики є агентами, поки вони не перейшли на сторону противника.
Подвійних агентів часто використовують для передачі дезінформації або ідентифікації інших агентів у рамках контррозвідувальних операцій. Їм часто дуже довіряє контролююча організація, оскільки цільова організація надасть їм правдиву, але марну або навіть контрпродуктивну інформацію для передачі.
Подвійних агентів можна поділити на кілька типів:
- «Торгівець» — постачає інформацію одній стороні в обмін на отримання інформації від неї про іншу сторону
- «Засланий козачок» — особа, яка не є кадровим співробітником спецслужби, яка за завданням цієї спецслужби пропонує свої послуги противнику або «дозволяє» себе «завербувати»
- «Кріт» — кадровий працівник спецслужби, який таємно працює на спецслужбу противника
- «Хибний кріт» — кадровий працівник спецслужби, який за завданням цієї спецслужби пропонує свої послуги противнику або «дозволяє» себе «завербувати»
- «Перевертень» — агент, який з тієї чи іншої причини погодився співпрацювати зі спецслужбою супротивника (найчастіше після його викриття, щоб уникнути покарання)